# Вазописец Ликурга

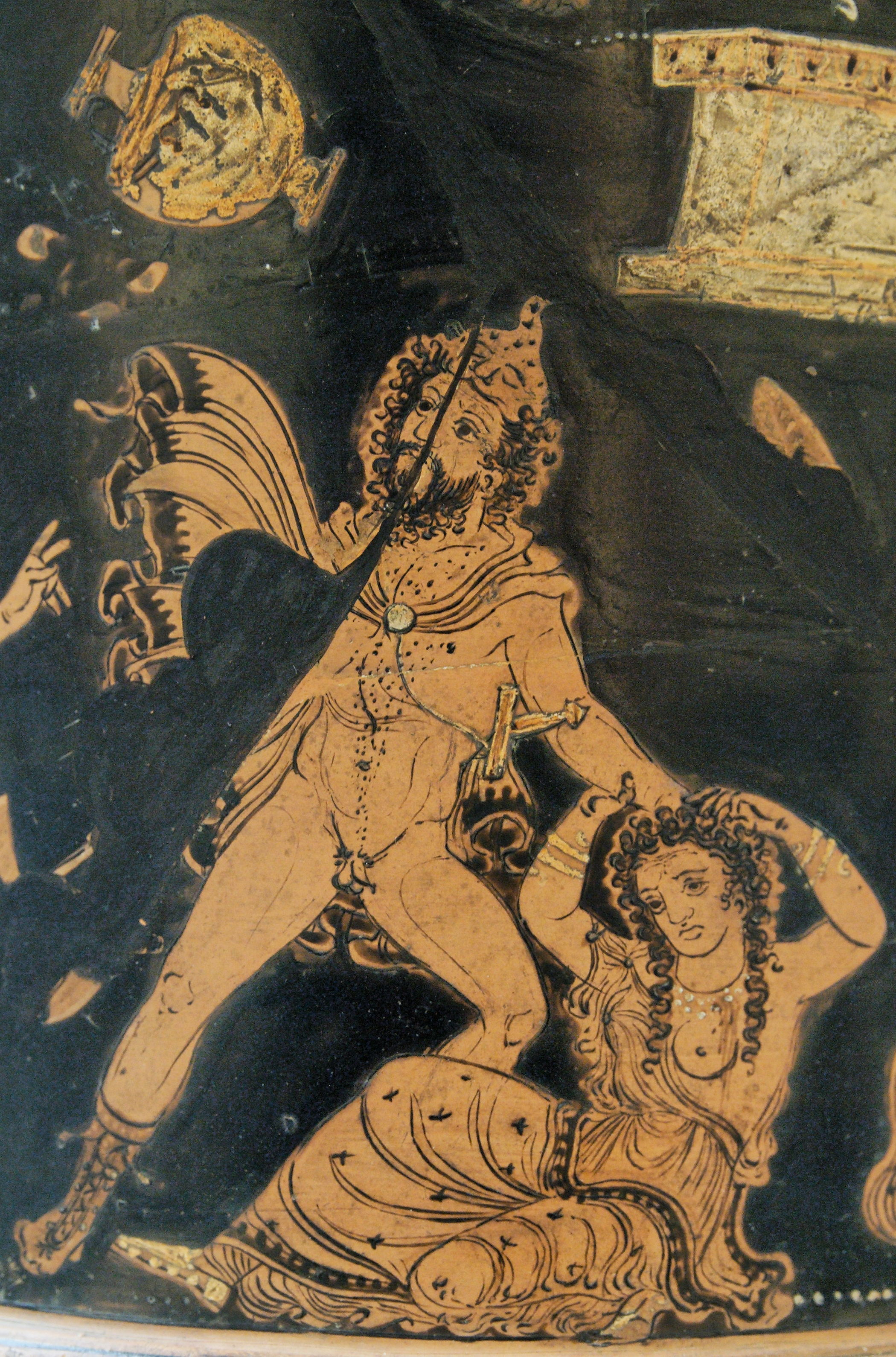
Именная ваза — киликс-кратер: Безумие Ликурга

Вазописец Ликурга (нем. Lykurgos-Maler, англ. Lycurgus Painter) — анонимный греческий вазописец, который работал в Апулие в 4 веке до н. э.

## Основные работы
- Его именная ваза — киликс-кратер с изображением сцены безумия Ликурга, который сейчас хранится в Британском музее[1].
- В 1956 Метрополитен-музей, унаследовав имущество американского медамагната Уильяма Рэндольфа Херста, получил вазу, также отнесенную к авторству вазописца Ликурга[1].
- Мастеру также принадлежит роспись нескольких кратеров с волютами и пелика, находящихся в собрании Дворца Леоне Монтанари в Турине, Италия[2].
- Киликс-кратер вазописца Ликурга хранится в Государственном музее изобразительных искусств имени А. С. Пушкина в Москве[3].